# معركة يبنة
معركة يبنة عام 1123، حملة صليبية بقيادة أوستاس كرنييه سحقت الجيش الفاطمي الذي أرسله من مصر الوزير المأمون البطائحي بين عسقلان ويافا.

## خلفية
بعدما استولى الحملة الصليبية الأولى من الفاطميين على بيت المقدس، أرسل الوزير الفاطمي الأفضل شاهنشاه سلسلة من الغزوات «سنوياً تقريباً» من عام 1099 حتى 1107 على مملكة بيت المقدس حديثة التأسيس. خاضت الجيوش المصرية ثلاث معارك كبرى الرملة 1101، 1102، و1105، لكنها لم تنجح في نهاية المطاف. بعد هذه المعارك، أقنع الوزير نفسه بإطلاق غارات متكررة على أراضي الفرنجة من قلعته الساحلية في عسقلان. عام 1121، أُغتيل الأفضل. في الوقت نفسه، كانت بيت المقدس ضعيفة بعد أسر الأراتقة لبلدوين الثاني في شمال سوريا؛ كانت المملكة في ذلك الوقت تحت حكم الوصي على العرش أوستاس گرنييه.

## المعركة
عام 1123، نظم الوزير الجديد غزوة كبرى على الأراضي الصليبية. خطط الفاطميون للإستيلاء على مدينة يافا الساحلية. في هذه الفترة، كانت الجيوش المصرية تنتشر برفقة رماة سودانيين مشاة، مدعمين بتشكيلات حاشدة من الفرسان الخفيفة العرب والأمازيغ. لسوء حظ الفاطميين، كانت هذه التشكيلات الغير متحركة نسبياً هدفاً مثالياً لسلاح الفرسان الثقيلة الفرنجي.
عند يبنة، بالقرب من قلعة إبلين (بنيت عام 1141)، واجهت قوات الصليبيين جيش صليبي من الفرسان والرجال المدججين بالسلاح على ظهور الخيول والمشاة من حملة الرماح والأسهم. استمر القتال لوقت قصير حيث لم تستطع القوات الفاطمية الصمود أمام ضربات الفرسان الصليبيين.
كانت الهزيمة حاسمة، باستثناء الغارات المستمرة من عسقلان حتى حصار عسقلان عام 1153، لم يعد الفاطميون يمثلون تهديداً على الولايات الصليبية حتى ظهور صلاح الدين عام 1169.

### فهرس المراجع
منشورات
إنجليزية
1. ↑  Smail 1995، صفحة 84
2. ↑  Smail 1995، صفحة 87

### بيانات المراجع
الكُتُب
- Smail، R. C. (1995) [1956]، Crusading Warfare 1097-1193، New York: Barnes & Noble Books، ISBN:1-56619-769-4